# Antoninho
Pour les articles homonymes, voir Angeli.
Pour les articles homonymes, voir Toninho.
Benedicto Antonio Angeli est un footballeur brésilien né le 10 février 1939. Il évoluait au poste d'attaquant. Après sa carrière de joueur, il se reconvertit en tant qu'entraîneur.

## Palmarès de joueur
- Vainqueur du Campeonato Paulista en 1959 avec Palmeiras
- Vainqueur de la Coupe des coupes en 1961 avec la Fiorentina
- Vainqueur de la Coupe des Alpes en 1961 avec la Fiorentina
- Vainqueur de la Coupe d'Italie en 1961 avec la Fiorentina